# Сунгай Кебун
Сунгай Кебун — один з 18 мукімів (районів) округи (даера) Бруней-Муара, Бруней.

## Райони
- Кампонг Болкіаh 'А'
- Кампонг Болкіаh 'Б'
- Кампонг Сетіа 'А'
- Кампонг Сетіа 'Б'
- Кампонг Сунгаі Сіамас
- Кампонг Уйонг Келінік
- Кампонг Сунгаі Кебун